# Черади (острова)
Острова Черади (итал. Isole Cheradi) — расположенный в Тарентском заливе небольшой архипелаг, лежащий к юго-западу от лагуны Мар Гранде де Таранто. Являются коммуной Таранто в состав итальянской провинции Таранто в регионе Апулия южной Италии.

## География
Архипелаг Черади состоит из 2 островов — Сан-Пьетро (площ. 118 гектаров) и Сан-Паоло (площ. 5 гектаров).

## Экономика
В районе островов находятся обширные и богатые рыбой морские районы, в большом количестве здесь добываются также морские губки.

## Милитаризация острова
Острова находятся под юрисдикцией вооружённых сил Италии и использовались во время Второй мировой войны для обороны Таранто. На острове Сан-Паоло ещё Наполеоном была построена крепость, которой управлял генерал артиллерии Шодерло де Лакло. На Сан-Пьетро уже в наше время была построена гигантская, высотой в 120 метров антенна, обслуживающая коммуникации военной базы близ Таранто. Впрочем, на небольшой части острова Сан-Пьетро разрешены посещения туристов.